# Zaida (Pakistan)
Zaida (en ourdou : زیدہ) est une ville pakistanaise située dans la province de Khyber Pakhtunkhwa. C'est la quatrième plus grande ville du district de Swabi. La ville se trouve à moins de dix kilomètres au sud du chef-lieu Swabi. 
La population de la ville a augmenté de près d'un tiers entre 1998 et 2017 selon les recensements officiels, passant de 22 656 habitants à 31 949, soit une croissance annuelle moyenne de 1,8 %, inférieure à la moyenne nationale de 2,4 %.
|            | 1998 (rec.) | 2017 (rec.) |
| ---------- | ----------- | ----------- |
| Population | 22 656      | 31 949      |